# Don manuel
Pour les articles homonymes, voir Don.
Le don manuel est une donation s'opérant par la remise de la main à la main d'un bien mobilier.
De cette définition découlent plusieurs caractéristiques:
- La donation doit porter sur un bien matériel, sinon la remise de la main à la main n'est pas possible. Argent liquide, bijoux, automobile, titres au porteur sont concernés par exemple. Sont exclus les titres nominatifs.
- Elle ne peut être constatée par un écrit. Car le code civil impose que les donations constatées par écrit le soient par acte notarié sous peine de nullité.

## Droit français

### Dons manuels aux enfants du donateur
Depuis le 17 août 2012, le don manuel d'un parent bénéficie d'un abattement de 100 000 € sur la part de chacun des enfants (article 779 du code général des impôts), renouvelable après l'écoulement d'un délai de 15 ans (article 784 du code général des impôts) : autrement dit, on peut donner 100 000 € à chacun de ses enfants tous les 15 ans sans payer d'impôt (mais la déclaration reste obligatoire, article 635 A du code général des impôts).
Auparavant l'abattement était de 159 325 € par enfant renouvelable tous les 10 ans.
La question de savoir si un virement bancaire constitue un don manuel a été tranchée positivement par la jurisprudence française.

### Dons manuels à des organismes privés
Selon l'organisme auquel il donne, le particulier bénéficie généralement d'une réduction d'impôt de 75 % du montant de son don jusqu'au plafond de 521 euros.
En 2009, on estime à environ 5 milliards d'euros les dons manuels des français, les entreprises contribuant pour un tiers de ce montant. En 2010, un don moyen annuel de 354 euros a été déclaré par 5,33 millions de foyers fiscaux.
Les dons par Internet atteignent à peine 3 % du volume des dons, mais leur croissance est de 50 % par an.

## Droit belge
La plus haute juridiction belge à s'être saisie de la question est la Cour d'appel de Mons qui a suivi ses homologues français.